# Чулаковская сельская община
Чулаковская сельская община (укр. Чулаківська сільська громада) — территориальная община в Скадовском районе Херсонской области Украины. В состав общины входит 3 посёлка и 10 сёл. Население в 2020 году составляло 7738 человек, площадь общины 1413,6 км².

## Населённые пункты
В состав общины входят посёлки Виноградное — 26 жителей, Вольная Дружина — 21 житель, Садовое — 647 жителей, сёла Памятное — 1064 жителя, Забарино — 83 жителя, Чулаковка — 3008 жителей, Рыбальче — 888 жителей, Братское — 191 житель, Ивановка — 302 жителя, Александровка — 435 жителей, Очаковское — 130 жителей, Вольная Украина — 5 жителей, Геройское — 625 жителей.

## Органы власти
Администрация общины находится по адресу: Скадовский р-н, с. Чулаковка, ул. Октябрьская. 
Председатель общины — Александр Александрович Мусиенко. 
Староста Рыбальченского старостата — Трофименко Сергей Владимирович, 
староста Садовского старостата — Смолянинова Наталья Александровна, 
староста Памятненского старостата — Самойленко Татьяна Александровна, 
староста Александровского старостата — Глуховцев Михаил Александрович.

## История общины
Создана в ходе административно-территориальной реформы 27 марта 2017 года на территории упразднённого Голопристанского района района путём объединения Чулаковского и Рыбальченковского сельских советов. Население общины на момент создания составляло — 5002 человека. Своё название община получила от названия административного центра, где размещены органы власти — села Чулаковка. В 2020 году в состав общины были включены Садовский, Александровский и Геройский сельский совет.
В июле 2020 года Голопристанский район в рамках административно-территориальной реформы был ликвидирован, и община вошла в состав укрупнённого Скадовского района.
С марта 2022 года община находится под российской оккупацией в результате вторжения России в Украину.